# ニューカラオケ大賞
『ニューカラオケ大賞』（ニューカラオケたいしょう）は、2005年11月6日から2009年3月27日まで群馬テレビで毎週金曜 20時00分 - 21時00分に放送されていた歌謡番組。

## 番組概要
24年以上続いた『群馬テレビカラオケ大賞』の後継番組。司会は、群馬テレビアナウンサーの山田浩史と安藤桂子が務めていた。
| 群馬テレビ 金曜20:00枠 | 群馬テレビ 金曜20:00枠 | 群馬テレビ 金曜20:00枠 |
| 前番組                 | 番組名                 | 次番組                 |
| ---------------------- | ---------------------- | ---------------------- |
| 群馬テレビカラオケ大賞 | ニューカラオケ大賞     | カラオケチャンネル     |

| スタブアイコン | サブスタブ | この項目は、まだ閲覧者の調べものの参照としては役立たない、テレビ番組に関連した書きかけの項目です。この項目を加筆・訂正などしてくださる協力者を求めています（P:テレビ/PJ:放送または配信の番組）。 |